# Cinetodus froggatti
Cinetodus froggatti is een  straalvinnige vissensoort uit de familie van christusvissen (Ariidae). De wetenschappelijke naam van de soort is voor het eerst geldig gepubliceerd in 1886 door Ramsay & Ogilby.
De soort staat op de Rode Lijst van de IUCN als Onzeker, beoordelingsjaar 1996.